# Olivier Fillieule
« Fillieule » redirige ici. Pour l’article homophone, voir Filleul.
 (janvier 2022).
Si vous disposez d'ouvrages ou d'articles de référence ou si vous connaissez des sites web de qualité traitant du thème abordé ici, merci de compléter l'article en donnant les références utiles à sa vérifiabilité et en les liant à la section « Notes et références ».
 (janvier 2022).
Olivier Fillieule, né le 25 novembre 1964 à Ambilly, est un sociologue du politique français. Directeur de recherche au Centre national de la recherche scientifique (Centre de recherches politiques de la Sorbonne, Paris I Sorbonne), il est professeur ordinaire de sociologie politique à l'Institut d'Études Politiques de l'université de Lausanne.

## Biographie

### Jeunesse et études
Olivier Fillieule est titulaire d'un doctorat de science politique qu'il a obtenu en 1994 à l’Institut d'études politiques de Paris. Sa thèse a été réalisée sous la direction de Pierre Favre.

### Parcours professionnel
Il anime depuis1994 avec Nonna Mayer le Groupe d'études et de recherches sur les mutations du militantisme (GERMM), groupe de recherche de l'Association française de science politique.
Après un séjour d’une année à l’Institut européen de Florence (Jean Monnet Fellowship), il est recruté au CNRS en 1997. Il commence sa carrière au CRESAL, centre d'études de sociologies appliquées de la Loire (Saint-Étienne) puis rejoint le CRPS, Centre de Recherche Politique de la Sorbonne (Paris I Sorbonne) en 2001. En 2001-2002, il est chercheur invité à l'université de Berkeley, département d'anthropologie. Il rejoint l'université de Lausanne en 2002 en tant que professeur de sociologie politique à l’Institut d’Études Politiques, qu'il dirige de 2008 à 2010. Il est promu directeur de recherche CNRS en 2007.
Il travaille au Centre de recherche sur l'action politique de l'université de Lausanne (CRAPUL) créé en septembre 2002. Le CRAPUL dirige la collection « Le livre politique - CRAPUL » qui "accueille des travaux de sociologie du politique, sans exclusivité de méthodes, portant en particulier sur les rapports diversifiés à l'univers politique, les mobilisations collectives, la construction des problèmes publics et l'analyse des institutions politiques".

## Travaux
Ses recherches et publications s’articulent autour de quatre pôles: la dynamique des mobilisations sociales et politiques; la gestion par l’État des conﬂits sociaux; la sociologie de l’engagement et des carrières militantes; l’histoire de la sociologie des mobilisations, la réﬂexion sur ses méthodes et ses instruments.Depuis 2018, il mène avec une équipe financée par le Fonds national suisse de la recherche une enquête au long cours sur le mouvement des Gilets jaunes.

## Controverses
En mai 2024, Olivier Fillieule est selon le site Watson une des figures de proue du mouvement pro-palestinien qui occupe les locaux de l'Université de Lausanne. Le 8 mai 2024, il suscite une controverse en étant accusé d'avoir menacé physiquement un étudiant de l'Université de Lausanne, le conseiller communal lausannois d'extrême droite (UDC) Thibault Schaller, qui a interrompu une assemblée générale du mouvement en faisant un salut à trois doigts - signe à la fois utilisé par les nationalistes suisses et les néo-nazis, milieu dont Thibault Schaller est proche,. Olivier Fillieule dément ces allégations, mais le Rectorat de l'Université de Lausanne déclare néanmoins s'être saisi de cette affaire. L'affaire s'est soldée par une fin de non recevoir de la part de la Direction de l'UNIL en janvier 2025.

## Distinctions
- 2011: prix Mattei Dogan d'excellence scientifique de la fondation Mattei Dogan et l'Association française de science politique[13].

- 2022: Mattei Dogan Foundation Prize in European Political Sociology[14], par l'European consortium in political research[15]

## Publications

### Ouvrages
- Olivier Fillieule (dir.), Catherine Leclercq (dir.) et Rémi Lefebvre (dir.), Le malheur militant, Louvain-la-Neuve, De Boeck Supérieur, coll. « Ouvertures politiques », 2022
- Olivier Fillieule et Fabien Jobard, Politiques du désordre. La police des manifestations en France, Paris, Seuil, 2020 (ISBN 9782021433968, lire en ligne)
- Olivier Fillieule (dir.), Lilian Mathieu (dir.) et Cécile Péchu (dir.), Dictionnaire des mouvements sociaux, Paris, Presses de Science Po, 2020, 2e éd.
- Olivier Fillieule, Vanessa Monney et Hervé Rayner, Le métier et la vocation de syndicaliste. L'enquête Suisse, Lausanne, Editions Antipodes, mai 2019 (lire en ligne)
- Olivier Fillieule et Erik Neveu, Activists Forever. The Long-Term Impact of Political Activism in Context, Cambridge, Cambridge University Press, 2019
- Olivier Fillieule, Florence Haegel, Camille Hamidi et Vincent Tiberj., Une sociologie plurielle des comportements politiques, Paris, Presses de Science Po, 2017
- (ar) Olivier Fillieule, Lilian Mathieu et Cécile Péchu (trad. du français par Omar El Shafei), Dictionnaire des mouvements sociaux, Arab translation, 2017
- Olivier Fillieule et Danielle Tartakowsky, La Manifestation, Paris, Presses de Sciences Po, coll. « Contester » (1re éd. 2008)
- Olivier Fillieule, E. Agrikoliansky et I. Sommier, Penser les mouvements sociaux : Conflits sociaux et contestations dans les sociétés contemporaines, Paris, La Découverte, 2010
- Olivier Fillieule, Pierre Favre et Fabien Jobard, L’Atelier du politiste : Théories, actions représentations, Paris, La Découverte, 2007
- Olivier Fillieule (dir.) et Mounia Bennani-Chraïbi (dir.), Résistances et protestations dans les sociétés musulmanes, Paris, Presses de Science Po, coll. « Académique », 2003
- Olivier Fillieule, Stratégies de la rue : Les manifestations en France, Paris, Presses de Science Po, coll. « Académique », 1997